# Isidor Hirsch
Dr. Isidor Hirsch, (hebrejským jménem יצחק בן מרדכי Jicchak ben Mordechaj, nebo יצחק איזידור הירש Jicchak Izidor Hirš, 21. února 1864, Óbuda – 12. června 1940, Praha) byl pražský a karlínský rabín, profesor Univerzity Karlovy a překladatel Tóry a židovské liturgie do českého jazyka.

## Životopis

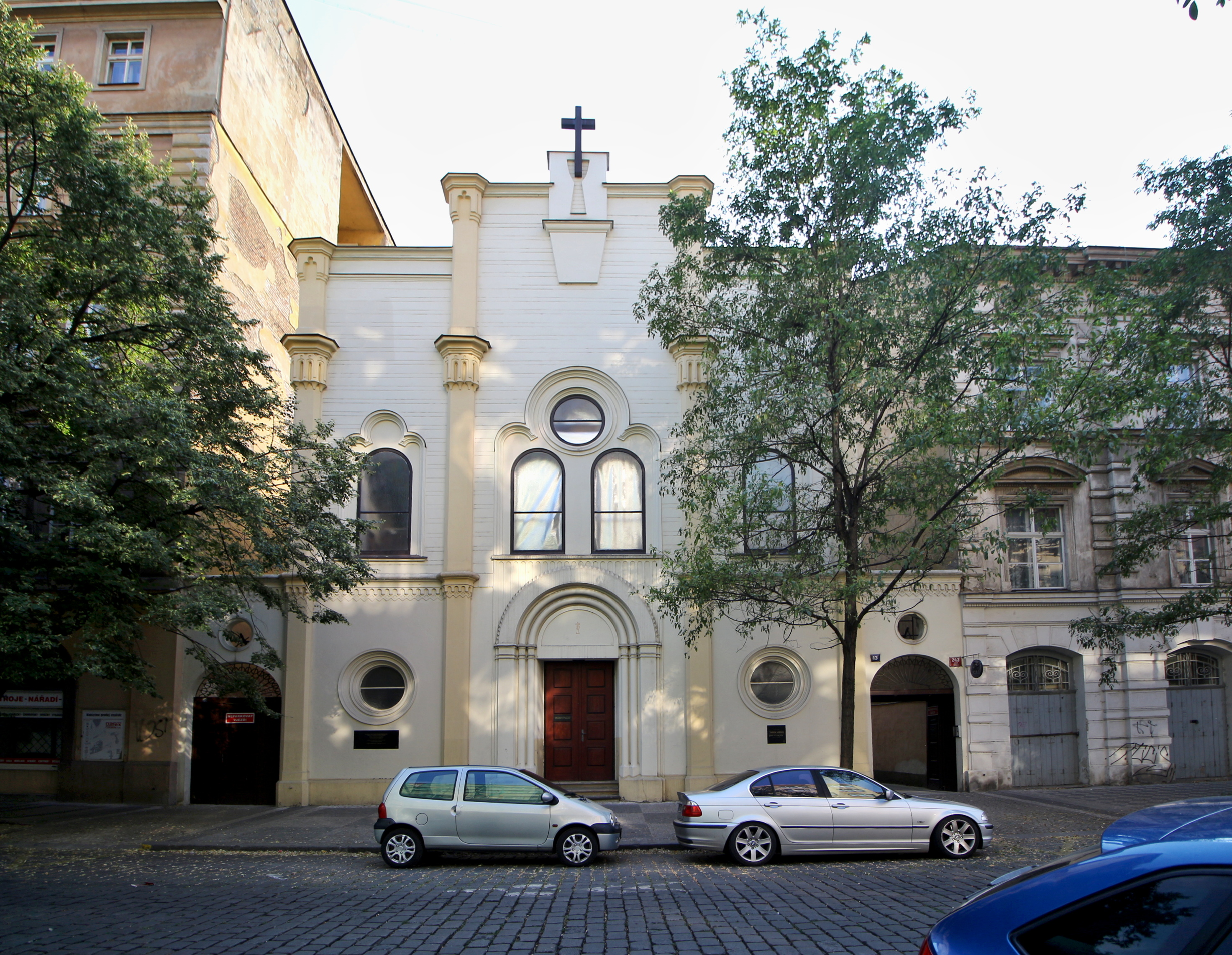
Karlínská synagoga, místo působení dr. Hirsche

Narodil se pravděpodobně v Budapešti, na univerzitách v Praze a Berlíně studoval filozofii a semitské jazyky, dosáhl titulu PhDr. Působil jako rabín v karlínské synagoze, což byla ve své době, tj. na přelomu 19. a 20. století, jedna z největších židovských obcí v Čechách. Jako rabín zde působil až do roku 1939, kdy byl v důsledku okupace nuceně penzionován. Zemřel o rok později a pochován je na Novém židovském hřbitově v Praze na Olšanech.
V roce 2014 mu byla na východní fasádě karlínské synagogy, směřující do Vítkovy ulice, odhalena pamětní deska.

## Dílo
- I. Hirsch, Maimonides. Osobnost a dílo. Praha 1935
- I. Hirsch, Rabínská moudrost. Praha 1916; Olomouc 2001